# Winter Morgan
Pour les articles homonymes, voir Morgan.
Œuvres principales
- Série Les Aventures non officielles d'un joueur
- Série Minecraft Academy

Winter Morgan est un écrivain américain de romans pour la jeunesse, notamment dans les registres de la fantasy et de la science-fiction.

## Œuvres

### SérieMinecraft Universe - League of Griefers
1. (en) The Secret Treasure, 2015
2. (en) Hidden in the Overworld, 2015
3. (en) The Griefer's Revenge, 2015
4. (en) The Return of the Rainbow Griefers, 2015
5. (en) The Nether Attack, 2015
6. (en) The Hardcore War, 2015
7. (en) Thrilling Stories for Minecrafters, 2016

### SérieLost Minecraft Journals
1. (en) Discoveries in the Overworld, 2015
2. (en) An Explorer's Guide to the Nether, 2015
3. (en) Lost in the End, 2016

### SérieLes Aventures non officielles d'un joueur
1. La Quête de l'épée de diamant, Castelmore, 2015 ((en) The Quest for the Diamond Sword, 2014)
2. La Marque du vandale, Castelmore, 2016 ((en) The Mystery of the Griefer's Mark, 2014)  (ISBN 978-2-36231-161-1)
3. L'Invasion des Endermen, Castelmore, 2015 ((en) The Endermen Invasion, 2014)  (ISBN 978-2-36231-185-7)
4. La Quête des chasseurs de trésors, Castelmore, 2016 ((en) Treasure Hunters in Trouble, 2015)  (ISBN 978-2-36231-186-4)
5. (en) The Skeletons Strike Back, 2015
6. (en) Clash of the Creepers, 2015
7. (en) The Unofficial Gamer's Adventure Series Box Set, 2015

### SérieMinecraft Academy
1. L'Invasion zombie, Hachette Jeunesse, 2016 ((en) Zombie Invasion, 2016)  (ISBN 978-2017007067)
2. L'Attaque des squelettes, Hachette Jeunesse, 2016 ((en) Skeleton Battle, 2016)  (ISBN 978-2017007197)
3. La Guerre de l'Overworld, Hachette Jeunesse, 2016 ((en) Battle in the Overworld, 2016)  (ISBN 978-2017007203)

### SérieUnofficial Minetrapped Adventures
1. (en) Trapped in the Overworld, 2016
2. (en) Mobs in the Mine, 2016
3. (en) Terror on a Treasure Hunt, 2016
4. (en) Ghastly Battle, 2016
5. (en) Creeper Invasion, 2016

### SérieUnofficial Terrarian Novels - Tales of a Terrarian Warrior
1. (en) Attack of the Goblin Army, 2016
2. (en) Snow Fight, 2016